# Colonna (Italie)
Pour les articles homonymes, voir Colonna.
Colonna est une commune de la ville métropolitaine de Rome Capitale dans le Latium en Italie.

## Administration
| Période                                  | Période  | Identité        | Étiquette | Qualité |
| ---------------------------------------- | -------- | --------------- | --------- | ------- |
| 14 juin 2004                             | En cours | Gaetano Bartoli |           |         |
| Les données manquantes sont à compléter. |          |                 |           |         |

### Communes limitrophes
Monte Compatri, Romagnano al Monte, San Cesareo